# Чегет (кресло)
Чегет — амортизационное кресло создаваемое НПП «Звезда» в рамках проекта космического корабля нового поколения Федерация. Изготовление прототипа завершилось в сентябре 2018.

## История
Кресло создавалось по заказу РКК Энергии в НПП «Звезда». Согласно традиции, кресло получило имя в честь горы «Чегет», как когда-то своё имя получило кресло для корабля Союз благодаря горе Казбек, и кресло на корабле «Восход», с названием «Эльбрус». В июле 2017 года макет кресла был продемонстрирован на авиасалоне МАКС-2017. Сборка опытного образца кресла проводилась в том же 2017 году. В сентябре 2018 года завершилось изготовление прототипа кресла, которое передали в РКК Энергия для проведения экспериментов. В ходе которых специалистами из проектного и летно-испытательного отдела «Энергии», была проведена эргономическая оценка его характеристик. В том же году НПП «Звезда» занялось изготовлением кресел для полномасштабных испытаний. В марте 2019 года начальник отдела НПП Звезда, главный конструктор возглавлявший работы по креслу, перешел в частную компанию «Космокурс» для того что бы возглавить работы по созданию кресел для суборбитального космического корабля. НПП Звезда подтвердили факт ухода конструктора, отметив что не сожалеют об этом, так как он завалил работы по проекту, не завершив их до своего ухода, с чем вынуждены были справится другие специалисты. Робот «Фёдор» должен стать первым испытателем кресла в реальном полёте.

## Описание
Отличие нового кресла в том что, теперь не будет необходимости отливать индивидуальный ложемент под каждого космонавта, повторяющий его анатомию, так как у нового кресла есть возможность регулировки по росту и объёму. В новом кресле космонавты смогут сидеть, а не лежать как это было в креслах «Казбек» на кораблях «Союз». Возможен подгон по размеру прямо в полёте. Подгоняются по плечам, тазу, росту и длине ног космонавта. Необходимость в кресле возникла в связи со случаем, когда космонавты вырастали более чем на 1 см из-за чего старые кресла приходилось подпиливать. Кресло является универсальным с точки зрения антропометрии. Возможность создать такое кресло появилась благодаря тому что внутренний объём Федерации больше объёма кораблей серии Союз. Кресло изготовлено из композитного материала и легче кресла Казбек на 15-20 килограммов.

## Отзывы
Космонавты, которые уже успели опробовать опытный образец, были довольны теми изменениями которые были внесены, по их просьбе, в том числе увеличении угла сгиба ног в коленном и бедренном суставе, так как ногам в менее согнутом состоянии стало значительно удобнее.